# Economia de Papua Nova Guinea

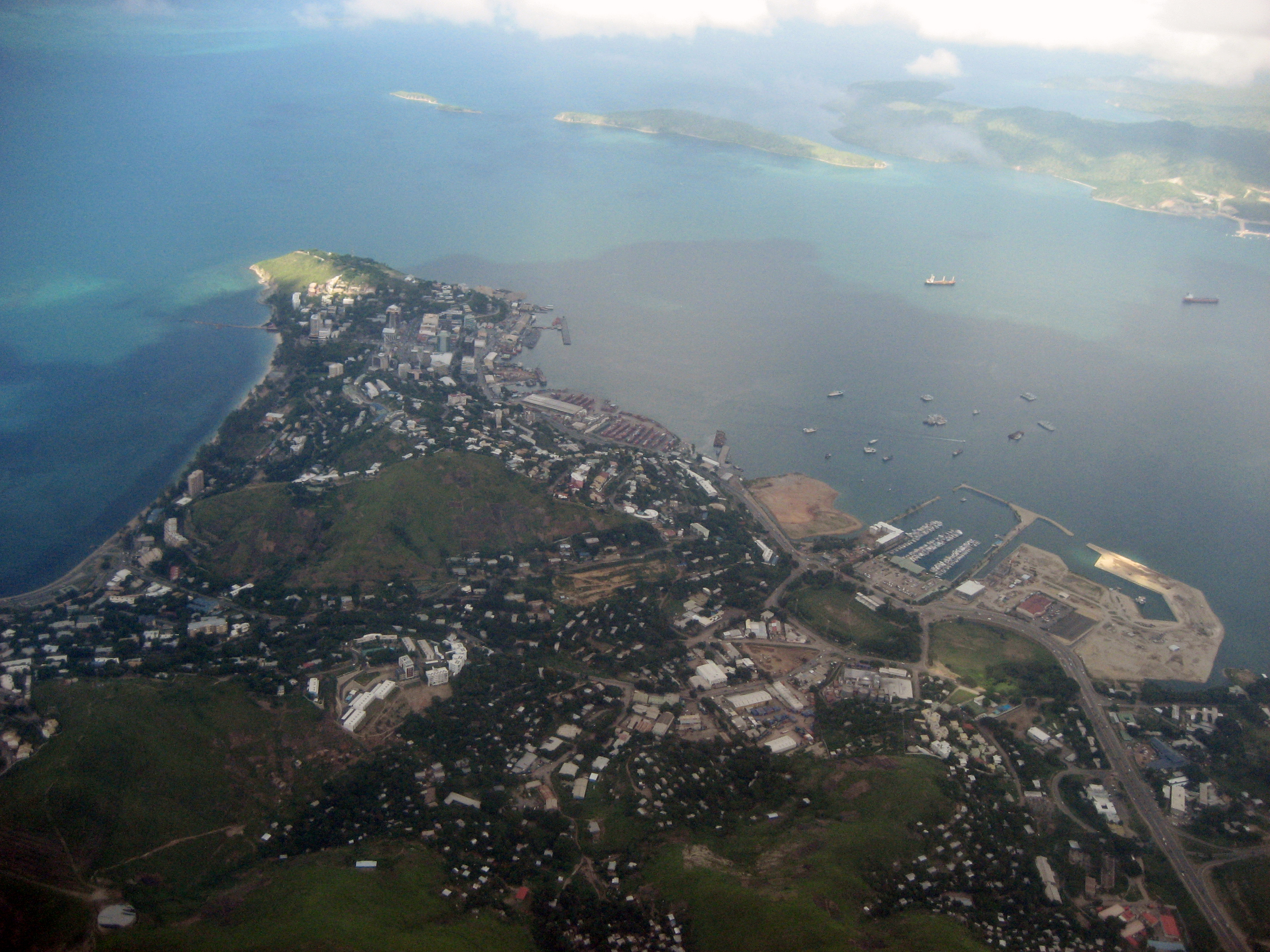
Port Moresby des de l'aire.

Papua Nova Guinea és dotada de molts recursos naturals, però l'explotació és dificultada pel terreny accidentat, per qüestions sobre la propietat de les terres, i per l'alt cost d'implantació de la infraestructura necessària. L'economia té un petit sector formal bàsicament exportador de productes primaris, i també un gran sector informal que empra la majoria de la població. L'agricultura garant de la manutenció de 85% de la població. La mineria, especialment de coure, or i petroli representa 2/3 de les exportacions. El volum de les reserves de gas natural del país és estimat en 155 miliards de metres cúbics.
El govern del primer ministre Michael Somare va gastar considerables recursos per mantenir-se en el poder. El seu govern també va portar estabilitat al pressupost nacional, principalment pel control de les despeses. No obstant això, el control va relaxar entre els anys 2006 i 2007 a causa de la proximitat de les eleccions.